# Нова Кам'янка (Бериславський район)
Нова́ Ка́м'янка — село в Україні, у Милівській сільській громаді Бериславського району Херсонської області. Населення становить 307 осіб.

## Географія
Відстань до Херсона — 132 км. Селом тече річка Кам'янка.

## Населення

### Мовний склад
Рідна мова населення за даними перепису 2001 року:
| Мова       | Чисельність, осіб | Доля     |
| ---------- | ----------------- | -------- |
| Українська | 958               | 97,06 %  |
| Російська  | 26                | 2,64 %   |
| Інше       | 3                 | 0,30 %   |
| Разом      | 987               | 100,00 % |

## Історія
Нова Кам'янка заснована в 1836 році переселенцями з Великої Олександівки (нині райцентр).
Під час організованого радянською владою Голодомору 1932—1933 років померло щонайменше 188 жителів села.
12 червня 2020 року, відповідно до Розпорядження Кабінету Міністрів України від № 726-р «Про визначення адміністративних центрів та затвердження територій територіальних громад Херсонської області», увійшло до складу  Милівської сільської громади.
19 липня 2020 року, в результаті адміністративно-територіальної реформи та ліквідації   Бериславського району (1923—2020), увійшло до складу новоутвореного Бериславського району.

### Російське вторгнення в Україну (з 2022)
У березні 2022 року Нова Кам'янка була окупована російськими військами. Визволена з-під окупації під час контрнаступу Збройних сил України в Херсонській області 9 жовтня 2022 року.

## Освіта
В селі є середня школа, у якій станом на 2015 рік навчається 64 учні.

## Економіка
На території села працює сільськогосподарський кооператив СВК «Новокам'янський».